# Heterelmis browni
Heterelmis browni är en skalbaggsart som beskrevs av Hatch. Heterelmis browni ingår i släktet Heterelmis och familjen bäckbaggar. Inga underarter finns listade i Catalogue of Life.